# Station Töschling
Station Töschling (Sloveens: Došenče) is een spoorwegstation aan de Drautalspoorlijn bij het dorp Töschling in de gemeente Techelsberg am Wörther See (Oostenrijk-Karinthië).